# Lucien Laurent-Gsell

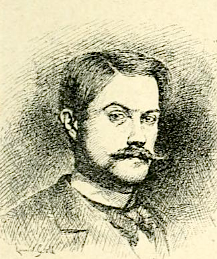
Lucien Laurent-Gsell, Selbstporträt

Lucien Laurent-Gsell (* 19. November 1860 in Paris; † 1944 ebenda) war ein französischer Maler.

## Leben und Wirken
Laurent-Gsell entstammte einer schweizerisch-französischen Familie von Künstlern. Sein Vater war der Glasmaler Gaspard Gsell, der die Fa. Laurent & Gsell in Montmartre führte, sein Großvater war der Lithograf Jakob Laurenz Gsell. Der Glas- und Kirchenmaler Albert Gsell und der Schriftsteller Paul Gsell waren seine Brüder.
Seinen ersten künstlerischen Unterricht erhielt Laurent-Gsell von seinem Vater. Mit dessen Unterstützung wurde er später an der École des Beaux-Arts angenommen und u. a. von Alexandre Cabanel und Jean-Auguste-Dominique Ingres unterrichtet.
Im Alter von 84 Jahren starb Lucien Laurent-Gsell in Paris und fand dort auch seine letzte Ruhestätte.

## Ehrungen
- 1911 Ernennung zum Peintre Officiel de la Marine

## Werke (Auswahl)
Ölgemälde
- Le grand tam-tam du 14. juillet À Sanga (Soudan).
- Animation sur la plage de Dieppe.
- L'atelier Cabanel. 1885.

Buch-Illustrationen
- Amélie Dewailly: Voyage. 1893.
- Georges Vautier: Monsieur Badaud. 1889.
- François-Victor Foveau de Courmelles: Hypnotisme. 1891.